# Ісмет Муніші
Ісмет Муніші (алб. Ismet Munishi; 3 жовтня 1974, Гнілане, СФРЮ) — косовський футболіст, півзахисник.

## Біографія

### Клубна кар'єра
Почав професійну кар'єру в албанськомц клубі «Фламуртарі». Після цього грав за словенський «Марибор», турецький «Шекерспор», словенську «Муру», ізраїльський «Маккабі» з Герцлії, словенський «Коротан», турецький «Коджаеліспор», словенську «Шмартно» і албанське «Лачі».
Навесні 2005 року перейшов у полтавську «Ворсклу-Нафтогаз». Разом з ним в команді перебував також косовець Албан Драгуша. В чемпіонаті України дебютував 1 квітня 2005 року в матчі проти запорізького «Металурга» (1:0). У січні 2006 року залишив «Ворсклу».
В подальшому грав за клуби «Беса» і «Тобол» (Костанай).
З 2006 року виступав у Косово за клуби «Трепча'89» та «Веллажнімі».

### Кар'єра в збірній
З 2005 року виступав за збірну Косова, не визнану членом ФІФА та УЄФА.